# Asplenium tenuifolium
Asplenium tenuifolium är en svartbräkenväxtart som beskrevs av David Don. Asplenium tenuifolium ingår i släktet Asplenium och familjen Aspleniaceae. Inga underarter finns listade.